# Attalea amygdalina
Attalea amygdalina ist eine südamerikanische Palmenart aus der Gattung Attalea.
Die Art ist ein Endemit der Anden-Täler von Kolumbien. Sie wächst hier in den Regenwäldern der Hügelstufe. Durch die sich ausbreitende Landwirtschaft ist der Bestand gefährdet. 

## Beschreibung
Attalea amygdalina bildet keinen oberirdischen Stamm. Die großen, aufsteigend oder aufrecht stehenden Blätter werden bis 6 m lang. Nur die Blattspitze ist bogig. An der großen Rhachis stehen die Fiederblättchen regelmäßig. Sie werden 60 bis 90 cm lang, sind dunkelgrün, lineal-elliptisch und schlaff. Sie stehen in einer Ebene. 

## Taxonomie
Attalea amygdalina wurde 1816 von Karl Sigismund Kunth in Nova genera et species plantarum quas in peregrinatione ad plagam aequinoctialem orbis novi collegerunt Bonpland et Humboldt Band 1, Seite 310 erstbeschrieben. Das Art-Epitheton amygdalina bedeutet „kleine Mandel“ und bezieht sich auf die Form des essbaren Samens. Aus diesen wird ein hochwertiges Speiseöl gewonnen. Dieses wurde jedoch nie kommerziell genutzt, da es keine Maschinen gibt, die die harte Schale öffnen können, ohne den Samen zu beschädigen.